# Lundabygdens Sparbank
Lundabygdens Sparbank var en svensk sparbank i Lund, bildad 1971 genom sammanslagning av dåvarande Sparbanken i Lund och Torna Sparbank.
Samgåendet innebar att Lunds tre historiska sparbanker, Sparbanken i Lund (grundad 1833), Torna, Bara och Harjagers Härads Sparbank (1848) och Nya Sparbanken (1861), samlades i samma bank. Utöver dessa ingick även den verksamhet som tidigare bedrivits inom Genarps Sparbank, Södra Sandby Sparbank, Lomma Sparbank, Dalby Sparbank och Sparbanken i Kävlinge.
1990 gick banken ihop med Eslöv Onsjö Sparbank för att bilda Sparbanken Lund Eslöv, snart omdöpt till Sparbanken Finn. Sparbanken Finn uppgick senare Sparbanken Öresund och sedan maj 2014 drivs Lundabygdens Sparbanks tidigare verksamhet av Sparbanken Skåne, med undantag för kontoren i Lomma kommun som förts över till Swedbank.
Bankens direktör under de första åren var Sparbanken i Lunds tidigare direktör Anders Winblad. Han efterträddes 1975 av Lennart Börnfors som blev bankens längst sittande direktör. Börnfors efterträddes i maj 1988 av Lars Lindgren. Rolf Jansson var vd från 1989.

## Kontor
När fusionen presenterades ville man först och främst rationalisera övergripande funktioner som ekonomi och marknadsföring men utan att avskeda personal. Det sammanslagna kontorsnätet lämnades inledningsvis väsentligen intakt. Ett undantag var Tornabankens citykontor på Lilla Fiskaregatan som avvecklades den 16 augusti 1971 och slogs ihop med kontoret på Stortorget.
Från Tornabanken hade man övertagit ett kontor i Arlöv. I maj 1973 överläts kontoret i Arlöv till Malmö sparbank Bikupan och Lundabygdens sparbank lämnade orten.
Den 16 mars 1978 lades bankens kontor på Stortorget ner. Kontoret var tidigare Nya sparbankens huvudkontor, men närheten till andra kontor och moderniseringsbehov föranledde nerläggningen.
I januari 1975 öppnades ett nytt kontor på Fäladstorget. Expeditionen i Klågerup uppgraderades i november 1975 till ett avdelningskontor. Den 16 november 1981 öppnade ett nytt kontor på Sparta som ersättning för kontoren på Linero och Tuna.